# Barhi (Madhya Pradesh)
Barhi è una suddivisione dell'India, classificata come nagar panchayat, di 10.923 abitanti, situata nel distretto di Katni, nello stato federato del Madhya Pradesh. In base al numero di abitanti la città rientra nella classe IV (da 10.000 a 19.999 persone).

## Geografia fisica
La città è situata a 23° 53' 60 N e 80° 47' 60 E e ha un'altitudine di 360 m s.l.m..

## Società

### Evoluzione demografica
Al censimento del 2001 la popolazione di Barhi assommava a 10.923 persone, delle quali 5.736 maschi e 5.187 femmine. I bambini di età inferiore o uguale ai sei anni assommavano a 1.842, dei quali 964 maschi e 878 femmine. Infine, coloro che erano in grado di saper almeno leggere e scrivere erano 6.331, dei quali 3.938 maschi e 2.393 femmine.